# Bathyporeia tenuipes
Bathyporeia tenuipes is een gravend kniksprietkreeftje uit de familie Bathyporeiidae. De wetenschappelijke naam van de soort is voor het eerst geldig gepubliceerd in 1877 door Meinert.